# Az Európai Unió Irodalmi Díja
Az Európai Unió Irodalmi Díja az Európai Unió által 2009 óta adományozott irodalmi elismerés, mely 5000 eurós díjazással jár. A díjat az Európai Unió Kultúra keretprogramja hívta életre. A díj kiválasztását és a díjátadó ünnepséget az Európai Könyvterjesztők Szövetsége, az Európai Írók Kongresszusa és az Európai Könyvkiadók Szövetsége alkotta konzorcium szervezi meg. A díjat az európai kortárs irodalom kiemelkedő tehetségű alkotói és az irodalom jól ismert európai személyiségei kaphatják meg.
A díjazás során az érintett országok hároméves ciklusban kerülnek sorra. Évente 11–13 ország zsűrijét kérik fel az író kiválasztására.
Az érintett országok:
- Az Európai Unió 28 tagállama (2013)
- Az Európai Gazdasági Térséghez tartozó 3 EFTA-tag: Izland, Liechtenstein és Norvégia
- Az EU további tagjelölt országai: Albánia, Macedónia, Törökország, Montenegró, Szerbia
- Az EU további lehetséges tagjelölt országa: Bosznia és Hercegovina

## 2009
- Ausztria: Paulus Hochgatterer, Die Suesse des Lebens
  - Az élet édessége, ford. Szalai Lajos, Napkút, 2017, ISBN 9789632636757[4]
- Horvátország: Mila Pavićević, Djevojčica od leda i druge bajke
  - Jégkislány és más mesék, ford. B. Pap Endre, Napkút, 2017, ISBN 9789632636887[5]
- Franciaország: Emmanuelle Pagano, Les Adolescents troglodytes
  - Holdszivárvány, ford. Bárdos Miklós, Mandorla-ház, 2011, ISBN 978-615-5136-00-9[6]
- Írország: Karen Gillece, Longshore Drift
- Lengyelország: Jacek Dukaj, Lód
- Litvánia: Laura Sintija Cerniauskaité, Kvėpavimas ¡ marmurą
- Magyarország: Szécsi Noémi, Kommunista Monte Cristo
  - A zsűri: Csaplár Vilmos (Szépírók Társasága) – elnök; L. Simon László (Szépírók Társasága), Rácz I. Péter (FISZ, JAK), Barna Imre (MKKE)[7]
- Norvégia: Carl Frode Tiller, Innsirkling
  - Bekerítés, ford. A. Dobos Éva, Gondolat, 2001, ISBN 978-963-693-335-7[8]
- Olaszország: Daniele Del Giudice, Orizzonte mobile
  - Imbolygó láthatár, ford. Szelivánov Júlia, Gondolat, 2016, ISBN 9789636936648[9]
- Portugália: Dulce Maria Cardoso, Os Meus Sentimentos
- Svédország: Helena Henschen, I skuggan av ett brott
- Szlovákia: Pavol Rankov, Stalo sa prvého septembra (alebo inokedy)
  - Szeptember elsején (vagy máskor), ford. Mészáros Tünde, Kalligram, 2011, ISBN 978-80-8101-424-6[10]

## 2010
- Belgium: Peter Terrin, De Bewaker
  - Az őr, ford. Balogh Tamás, Göncöl, 2012, ISBN 978-963-310-123-0[11]
- Ciprus: Myrto Azina Chronides, To Peirama
- Dánia: Adda Djørup, Den mindste modstand
- Észtország: Tiit Aleksejev, Palveränd
  - A zarándokút, ford. Lengyel Tóth Krisztina, Gondolat, 2012, ISBN 978-963-693-392-0[12]
- Finnország: Riku Korhonen, Lääkäriromaani
- Luxemburg: Jean Back, Amateur
  - Amatőr, ford. Ódor László, Napkút, 2017, ISBN 9789632636764[13]
- Macedónia: Goce Smilevski, Сестрата на Зигмунд Фројд
  - Freud húga, ford. Czinege-Panzova Annamária, Libri, 2012, ISBN 978-963-9183-77-3[14]
- Németország: Iris Hanika, Das Eigentliche
- Románia: Răzvan Rădulescu, Teodosie cel Mic
- Spanyolország: Raquel Martínez-Gómez, Sombras de unicornio
- Szlovénia: Nataša Kramberger, Nebesa v robidah: roman v zgodbah

## 2011
- Bulgária: Kalin Terziyski, Има ли кой да ви обича
- Csehország: Tomáš Zmeškal, Milostný dopis klínovým písmem
  - Az ékírásos szerelmeslevél, ford. Stanek-Csoma Borbála, Typotex, 2013, ISBN 978-963-279-277-4[15]
- Görögország: Kostas Hatziantoniou, Agrigento
- Izland: Ófeigur Sigurðsson, Jon
  - Jón története, ford. Egyed Veronika, Libri, 2012, ISBN 978-963-310-351-7[16]
- Lettország: Inga Žolude, Mierinājums Ādama kokam
  - Legyen vigasz, ford. Laczházi Aranka, Noran Libro, 2017, ISBN 9786155667411[17]
- Liechtenstein: Iren Nigg, Man wortet sich die Orte selbst
  - Maga szavasítja helyeit az ember, ford. Szalai Lajos, Napkút, 2013, ISBN 978-963-263-363-3[18]
- Málta: Immanuel Mifsud, Fl-Isem tal-Missier (tal-iben)
- Montenegró: Andrej Nikolaidis, Sin
  - Fiam, In: Mimesis – Fiam, ford. Rajsli Emese, Gondolat, 2014, ISBN 978-963-693-533-7[19]
- Hollandia: Rodaan Al Galidi, De autist en de postduif
- Szerbia: Jelena Lengold, Vašarski Mađioničar
  - Vásári mutatványos, ford. Orovec Krisztina, Magvető/Forum, 2018, ISBN 9789631437003[20]
- Törökország: Çiler İlhan, Sürgün
  - Száműzetés, ford. Sipos Áron, Napkút, 2014, ISBN 978-963-263-392-3[21]
- UK: Adam Foulds, The Quickening Maze
  - Eleven útvesztő, ford. Bényei Tamás, Gondolat, 2016, ISBN 9789636936792[22]

## 2012
- Ausztria: Anna Kim, Die gefrorene Zeit
  - Jéggé dermedt idő, ford. Tatár Sándor, Jelenkor / Fiatal Írók Szövetsége, 2016, ISBN 9789636765484[23]
- Franciaország: Laurence Plazenet, L’amour Seul
  - Magányos szerelem, ford. Tótfalusi Ágnes, Libri, 2014, ISBN 978-963-310-351-7[24]
- Horvátország: Lada Žigo, Rulet
- Lengyelország: Piotr Paziński, Pensjonat
  - Panzió, ford. Pálfalvi Lajos, Noran Libro, 2016, ISBN 978-615-55-1368-8[25]
- Litvánia: Giedra Radvilavičiūtė, Siąnakt aš Miegosiu Prie Sienos
  - Ma éjjel a falnál alszom, ford. Laczházi Aranka, Typotex, 2015, ISBN 978-963-279-849-3[26]
- Magyarország: Horváth Viktor, Török Tükör
  - A zsűri: Pál Dániel Levente (József Attila Kör) – elnök; Barna Imre (MKKE), Garaczi László (Szépírók Társasága), Szentmártoni János (Magyar Írószövetség)[27]
- Norvégia: Gunstein Bakke, Maud og Aud: Ein Roman om Trafikk
- Olaszország: Emanuele Trevi, Qualcosa di Scritto
  - Valami írás, ford. Lukácsi Margit, Kalligram, 2015, ISBN 978-80-8101-901-2[28]
- Portugália: Afonso Cruz, A Boneca de Kokoschka
  - Kokoschka babája, ford. Bense Mónika, Typotex, 2014, ISBN 978-963-279-407-5[29]
- Svédország: Sara Mannheimer, Handlingen
- Szlovákia: Jana Beňová, Café Hyena: Plán odprevádzania
  - Café Hyena. Elkísérési tervezet, ford. Mészáros Tünde, L'Harmattan, 2017, ISBN 9789634141624[30]

## 2013
- Belgium: Isabelle Wéry, Marilyn Désossée
- Bosznia Hercegovina: Faruk Šehić, Knjiga o Uni
  - Az Una hullámai, ford. Radics Viktória, L’Harmattan, 2016, ISBN 9789634141457[31]
- Ciprus: Emiliosz Szolomou, Hμερολóγιο μιας απιστίας
  - Egy hűtlenség naplója, ford. Kurtisz Krisztián, Gondolat, 2017, ISBN 9789636937249[32]
- Dánia: Kristian Bang Foss, Døden kører audi
  - A halál Audival jár, ford. Bogdán Ágnes, Park, 2016, ISBN 9789633551097[33]
- Észtország: Meelis Friedenthal, Mesilased
  - Méhek, ford. Patat Bence, Scolar, 2016, ISBN 9789632446530[34]
- Finnország: Katri Lipson, Jäätelökauppias
  - A fagylaltos, ford. Panka Erzsébet, Typotex, 2015, ISBN 9789632798486[35]
- Luxemburg: Tullio Forgiarini, Amok – Eng Lëtzebuerger Liebeschronik
- Macedónia: Lidija Dimkovszka, РЕЗЕРВЕН ЖИВОТ
  - Tartalék élet, ford. Czinege-Panzova Annamária, Napkút, 2015, ISBN 9789632634548[36]
- Németország: Marica Bodrožić, Kirschholz und alte Gefühle
  - Cseresznyefa asztal, ford. Szalai Lajos, Napkút, 2017, ISBN 9789632637181[37]
- Románia: Ioana Pârvulescu, Viaţa începe vineri
  - Az élet pénteken kezdődik, ford. Koszta Gabriella, Typotex, 2015, ISBN 9789632798417[38]
- Spanyolország: Cristian Crusat, Breve teoría del viaje y el desierto
- Szlovénia: Gabriela Babnik, Sušna doba
  - Száraz évszak, ford. Gállos Orsolya, Napkút, 2017, ISBN 9789632636788[39]

## 2014
- Albánia: Ben Blushi – Otello, Arapi i Vlorës (Othello, Arap of Vlora). Mapo Editions, 2011
  - Feketebőrű Otelló, ford. Kornacker-Kabo Blerta, Napkút, 2017, ISBN 9789632637396[40]
- Bulgária: Milen Ruszkov – Възвишение (Summit), Janet 45, 2011
  - Felmagasztosulás, ford. Krasztev Péter, L'Harmattan, 2017, ISBN 9789634143307[41]
- Csehország: Jan Němec – Dějiny světla (A History of Light). Host, 2013
  - A fény története. Egy fotográfus életregénye, ford. J. Hahn Zsuzsanna, Noran Libro, 2017, ISBN 9786155667435[42]
- Görögország: Makisz Citasz – Μάρτυς μου ο Θεός (God is my witness). Kichli, 2013
  - Isten a tanúm, ford. Fokasz Nikosz, Typotex, 2016, ISBN 9789632798882[43]
- Hollandia: Marente de Moor – De Nederlandse maagd (The Dutch Maiden). Querido, 2010
  - A holland szűz, ford. Zákányi Viktor, Libri, 2016, ISBN 9789633105672[44]
- Izland: Oddný Eir – Jarðnæði (Land of Love, Plan of Ruins). Bjartur, 2011
  - Szerelem és romok földje, ford. Patat Bence, Typotex, 2021, ISBN 9789634931423[45]
- Lettország: Jānis Joņevs – Jelgava '94. Mansards, 2013
  - Metál, ford. Tölgyesi Beatrix, Vince, 2018, ISBN 9789633030806[46]
- Liechtenstein: Armin Öhri – Die dunkle Muse: Historischer Kriminalroman (The Dark Muse). Gmeiner, 2012
- Málta: Pierre J. Mejlak – Dak li l-Lejl Iħallik Tgħid (What the Night Lets You Say). Merlin Publishers, 2011
- Montenegró: Ognjen Spahić – Puna glava radosti (Head full of joy). Nova knjiga, 2014
  - Boldogság tengere, ford. Szabó Palócz Attila, Napkút, 2017, ISBN 9789632637440[47]
- Szerbia: Uglješa Šajtinac – Sasvim skromni darovi (Quite Modest Gifts). Arhipelag, 2011
  - Szerény ajándékok, ford. Rajsli Emese, Noran Libro, 2016, ISBN 9786155513763[48]
- Törökország: Birgül Oğuz – Hah (Aha). Metis, 2012
  - Hah!, ford. Tasnádi Edit, Typotex, 2016, ISBN 978-963-279-873-8[49]
- UK: Evie Wyld – All the Birds, Singing. Vintage, 2013

## 2015
A 2015-ös díjazottakat a Londoni Könyvvásáron (ápr.14.) Navracsics Tibor jelentette be.
- Ausztria: Carolina Schutti, Einmal muss ich über weiches Gras gelaufen sein (Once I must have trodden soft grass)
  - Mezítláb a selymes fűben, ford. Győri Hanna, Noran Libro, 2018, ISBN 9786155761515[52]
- Franciaország: Gaëlle Josse, Le dernier gardien d’Ellis Island (The Last Guardian of Ellis Island)
- Horvátország: Luka Bekavac, Viljevo
- Írország: Donal Ryan, The Spinning Heart
- Lengyelország: Magdalena Parys, Magik (Magician)
- Litvánia: Undinė Radzevičiūtė, Žuvys ir drakonai (Fishes and Dragons)
  - Halak és sárkányok, ford. Laczházi Aranka, Typotex, 2018, ISBN 9789632799759[53]
- Magyarország: Szvoren Edina, Nincs, és ne is legyen
  - A zsűri: Prágai Tamás (Magyar Írószövetség) – elnök; Mészáros Sándor (Szépírók Társasága), Barna Imre (MKKE)[54]
- Norvégia: Ida Hegazi Høyer, Unnskyld (Forgive me)
  - Bocsáss meg, ford. Szöllősi Adrienne, Noran Libro, 2018, ISBN 9786155761256[55]
- Olaszország: Lorenzo Amurri, Apnea
- Portugália: David Machado, Índice Médio de Felicidade (Average Happiness Index)
- Svédország: Sara Stridsberg, Beckomberga – ode till min familj (The Gravity of Love)
- Szlovákia: Svetlana Žuchová, Obrazy zo života M. (Scenes from the Life of M.)
  - Jelenetek M. életéből, ford. Pénzes Tímea, Noran Libro, 2017, ISBN 9786155667381[56]

## 2016
- Belgium: Christophe Van Gerrewey, Op de hoogte (2012; Up to Date)
- Bosznia Hercegovina: Tanja Stupar-Trifunović, Satovi u majčinoj sobi (2014; Clocks in my Mother’s Room)
- Ciprus: Antonisz Georgiu, Ένα αλπούμ ιστορίες (2014; An Album of Stories)
  - Andónisz Jeorjíu: Történetek albuma, ford. Lelik Krisztina, Vince Kiadó  ISBN 9789633031056[57]
- Dánia: Bjørn Rasmussen, Huden er det elastiske hylster der omgiver hele legemet (2011; The Skin Is the Elastic Covering that Encases the Entire Body)
- Észtország: Paavo Matsin, Gogoli disko (2015; The Gogol Disco)
  - Gogoldiszkó, ford. Lengyel Tóth Krisztina, Gondolat, 2018, ISBN 9789636938444[58]
- Finnország: Selja Ahava, Taivaalta tippuvat asiat (2015; Choses qui tombent du ciel / Things that Fall from the Sky)
  - Az égből leeső dolgok, ford. Molnár Csilla, Typotex, 2017, ISBN 9789632795836[59]
- Luxemburg: Gast Groeber, All Dag verstoppt en aneren (2013; Chaque jour est un nouveau jour / One Day Hides Another)
- Macedónia: Nenad Joldeski, Секој со своето езеро (2012; Each with their own Lake)
- Németország: Benedict Wells, Vom Ende der Einsamkeit (2016; On the End of Loneliness)
  - És véget ér a magány, ford. Almássy Ágnes, Geopen, 2017, ISBN 9786155724114[60]
- Románia: Claudiu M. Florian, Vârstele jocului. Strada Cetăţii. (2012; The Ages of the Game – Citadel Street)
  - Játszadozások kora. Erdélyi gyermekkorom regénye, ford. Koszta Gabriella, Vince, 2017, ISBN 9789633030769[61]
- Spanyolország: Jesús Carrasco, La tierra que pisamos (2016; The Earth We Tread)
- Szlovénia: Jasmin B. Frelih, Na/pol (2013; In/Half)
  - Fél/be, Metropolis Media, 2019, ISBN 9786155859380[62]

## 2017
- Albánia: Rudi Erebara, Epika e yjeve të mëngjesit (The Epic of the Morning Stars), 2016
- Bulgária: Ina Vultchanova, Остров Крах (The Crack-Up Island), 2016
- Csehország: Bianca Bellová, Jezero (The Lake), 2016
- Görögország: Kallia Papadaki, Δενδρίτες (Dendrites), 2015
- Hollandia: Jamal Ouariachi, Een Honger (A hunger), 2015
- Izland: Halldóra K. Thoroddsen, Tvöfalt gler (Double Glazing), 2016
- Lettország: Osvalds Zebris, Gaiļu kalna ēnā (In the Shadow of Rooster Hill), 2014
- Málta: Walid Nabhan, L-Eżodu taċ-Ċikonji (Exodus of Storks), 2013
- Montenegró: Aleksandar Bečanović, Arcueil (Arcueil), 2015
- Szerbia: Darko Tuševljaković, Jaz (The Chasm), 2016
- Törökország: Sine Ergün, Baştankara (Chickadee), 2016
- UK: Sunjeev Sahota, The Year of the Runaways, 2015

## 2019
- Ausztria: Laura Freudenthaler, Geistergeschichte
- Finnország: Piia Leino, Taivas
  - Ég, ford. Patat Bence, Scolar, 2021, ISBN 9789635092932[63]
- Moldova: Tatiana Țîbuleac: Grădina de sticlă'
  - Üvegkert Ford. Joó Attila, Metropolis Media, 2021, ISBN 9789635510474

## 2022
2022-ben módosult a díj szervezése. A héttagú európai zsűri első ízben hirdetett egy általános győztest és öt különdíjast.
Győztes:
- Grúzia: Iva Pezuashvili (ივა ფეზუაშვილი), ბუნკერი (bunk’eri)

Különdíjak:
- Belgium: Gaea Schoeters, Trofee
- Bosznia-Hercegovina: Slađana Nina Perković, U jarku
- Írország : Tadhg Mac Dhonnagáin, Madame Lazare
- Spanyolország: Jacobo Bergareche, Los días perfectos
- Ukrajna: Jevhenia Kuzniecova (Євгенія Кузнєцова), Спитайте Мієчку (Szpitajte Mijecsku)

## 2023
Győztes:
- Horvátország: Martina Vidaić, Stjenice[65]

## 2024
Győztes:
- Dánia: Theis Ørntoft, Jordisk[66]

Különdíjak:
- Bulgária: Todor Todorov, Хагабула  (Hagabula)
- Németország: Deniz Utlu, Vaters Meer
- Izland: María Elísabet Bragadóttir, Sápufuglinn
- Hollandia: Sholeh Rezazadeh, Ik ken een berg die op me wacht
- Szlovénia: Tina Vrščaj, Na klancu